# Lineodes
Lineodes är ett släkte av fjärilar. Lineodes ingår i familjen Crambidae.

## Dottertaxa tillLineodes, i alfabetisk ordning[1]
- Lineodes albicincta
- Lineodes aztecalis
- Lineodes caracasia
- Lineodes contortalis
- Lineodes convolutalis
- Lineodes cyclophora
- Lineodes dianalis
- Lineodes encystalis
- Lineodes formosalis
- Lineodes furcillata
- Lineodes hamulalis
- Lineodes hieroglyphalis
- Lineodes integra
- Lineodes interrupta
- Lineodes latipennis
- Lineodes leucostrigalis
- Lineodes longipes
- Lineodes mesodonta
- Lineodes metagrammalis
- Lineodes monetalis
- Lineodes ochrea
- Lineodes peridialis
- Lineodes peterseni
- Lineodes polychroalis
- Lineodes pulcherrima
- Lineodes santalis
- Lineodes serpulalis
- Lineodes subextincta
- Lineodes tipuloides
- Lineodes triangulalis
- Lineodes tridentalis
- Lineodes undulata
- Lineodes venezuelensis
- Lineodes vulnifica